# I, I
Albums de Bon Iver
22, A Million
(2016)
Singles
1. Hey, Ma / U (Man Like)
Sortie : 3 juin 2019
2. Jelmore / Faith
Sortie : 11 juillet 2019

I,I (stylisé en i,i, se prononce i comma i) est le quatrième album du groupe de folk Bon Iver, sorti le 9 août 2019.
Sa parution est initialement prévue pour le 30 août 2019, mais le groupe sort tous les titres de l'album à une heure d'intervalle (à l'exception de Yi qui fut individuellement posté sur Reddit) le 8 août 2019. L'album entier est disponible sur les plateformes de streaming le lendemain, avec une sortie physique le 30 août.

## Accueil critique
L'album est très bien reçu par la critique. Metacritic lui accorde la moyenne de 82 sur 25 critiques.

## Titres
| No  | Titre        | Durée |
| --- | ------------ | ----- |
| 1.  | Yi           | 0:31  |
| 2.  | iMi          | 3:16  |
| 3.  | We           | 2:22  |
| 4.  | Holyfields,  | 3:07  |
| 5.  | Hey Ma       | 3:36  |
| 6.  | U (Man Like) | 2:25  |
| 7.  | Naeem        | 4:22  |
| 8.  | Jelmore      | 2:30  |
| 9.  | Faith        | 3:37  |
| 10. | Marion       | 2:21  |
| 11. | Salem        | 3:34  |
| 12. | Sh'Diah      | 4:11  |
| 13. | RABi         | 3:32  |